# Dag
Dag je moško osebno ime.

## Izvor imena
Ime Dag izhaja iz Skandinavije. V Sloveniji je ime Dag različica moškega osebnega imena Dagmar.

## Pogostost imena
Po podatkih Statističnega urada Republike Slovenije je bilo na dan 31. decembra 2007 v Sloveniji število moških oseb z imenom Dag: 6.

## Osebni praznik
Osebe z imenom Dag lahko godujejo takrat kot osebe z imenom Dagmar.